# أكساركا (جامالو-نينيتس)
أكساركا (بالروسية: Аксарка) هي مدينة في مقاطعة أوكروغ يامالو-نينيتس الذاتية في روسيا.